# Aravakurichi
Aravakurichi é uma panchayat (vila) no distrito de Karur , no estado indiano de Tamil Nadu.

## Demografia
Segundo o censo de 2001,  Aravakurichi  tinha uma população de 11,273 habitantes. Os indivíduos do sexo masculino constituem 50% da população e os do sexo feminino 50%. Aravakurichi tem uma taxa de literacia de 70%, superior à média nacional de 59.5%; com 55% para o sexo masculino e 45% para o sexo feminino. 9% da população está abaixo dos 6 anos de idade.